# Baillonia amabilis
Baillonia amabilis là một loài thực vật có hoa trong họ Cỏ roi ngựa. Loài này được Bocq. ex Baill. mô tả khoa học đầu tiên năm 1862.